# Mercedes-Benz OM605
La sigla OM605 identifica un motore diesel prodotto dal 1993 al 2000 dalla Casa tedesca Mercedes-Benz. 

## Profilo e caratteristiche

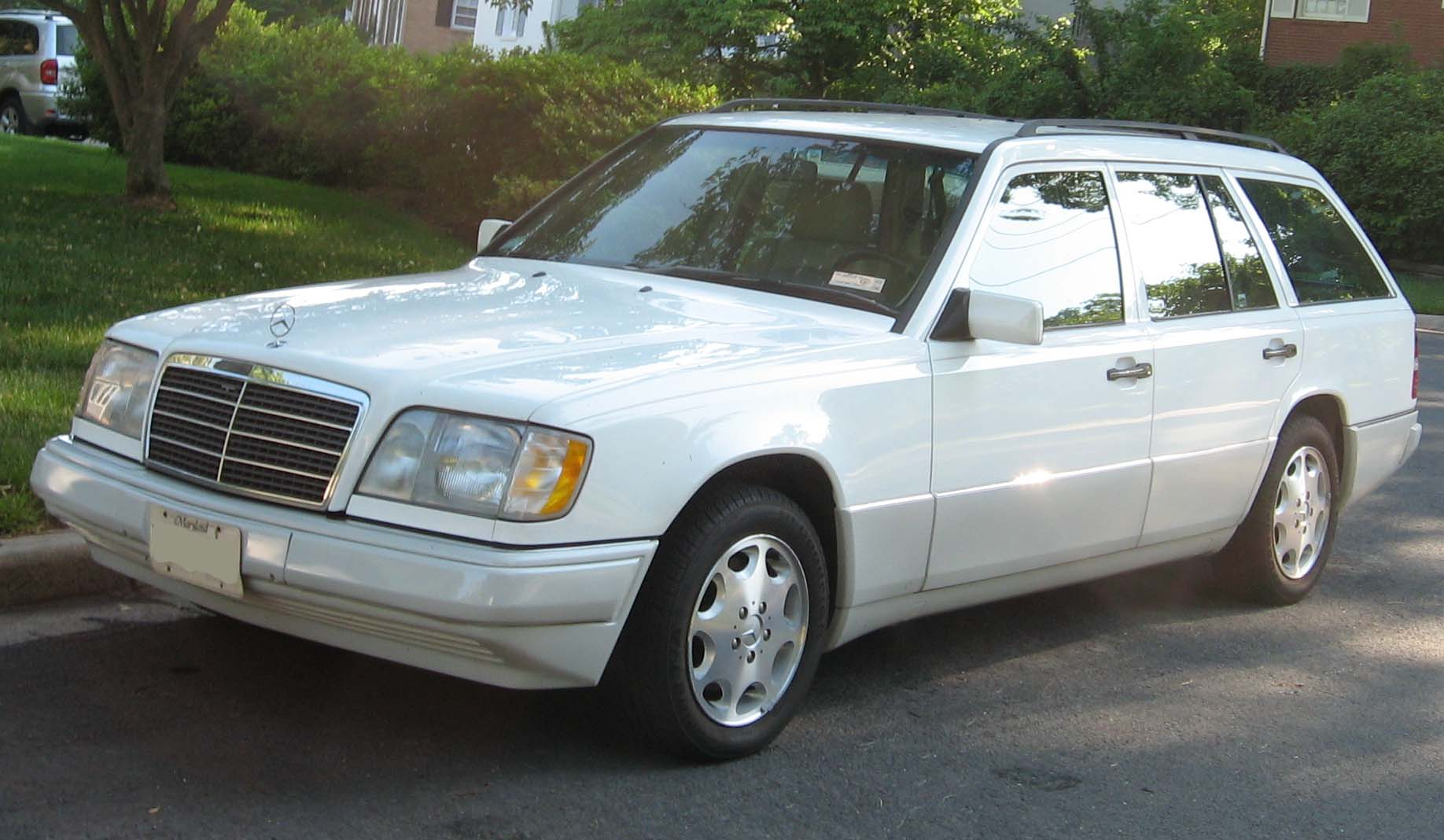
Il motore OM605 è stato particolarmente apprezzato sulle grosse station, come la E250 Diesel della serie S124

Si tratta di un motore diesel che va a raccogliere l'eredità del precedente 2.5 litri OM602 da cui deriva, ma rispetto al quale vanta la distribuzione bialbero a 4 valvole per cilindro. Rimane comunque la soluzione con precamera per l'alimentazione.

Il motore OM605 ha esordito in versione aspirata, ma in seguito è stato proposto anche in versione sovralimentata mediante turbocompressore.

Il motore OM605 è stato sostituito dopo sette anni di produzione dal più moderno motore OM612.

Di seguito vengono riportate le caratteristiche del 2.5 litri OM605:
- architettura a 5 cilindri in linea;
- inclinazione a destra di 15°;
- monoblocco in ghisa;
- testata in lega di alluminio;
- alesaggio e corsa: 87x84 mm;
- cilindrata: 2497 centimetri cubi;
- distribuzione a doppio asse a camme in testa;
- testata a 4 valvole per cilindro;
- rapporto di compressione: 22:1;
- alimentazione ad iniezione indiretta con precamera;
- albero a gomiti su 6 supporti di banco.

### Versione aspirata
Il primo motore OM605 a debuttare è stato quello aspirato. Le sue caratteristiche di erogazione ne fanno un motore estremamente robusto e longevo:
- potenza massima: 113 CV a 4600 giri/min;
- coppia massima: 170 Nm costanti fra 2800 e 4600 giri/min;
- applicazioni:
  - Mercedes-Benz c250 Diesel W202 (1993-96);
  - Mercedes-Benz E250 Diesel W124 (1993-96);
  - Mercedes-Benz E250 Diesel W210 (1995-00), non per il mercato interno.

### Versione sovralimentata
Il motore OM605 sovralimentato era invece così caratterizzato:
- potenza massima: 150 CV a 4400 giri/min;
- coppia massima: 280 N·m a 1800 giri/min;
- applicazioni:
  - Mercedes-Benz E250 Turbodiesel W124 (1993-1996);
  - Mercedes-Benz C250 Turbodiesel W202 (1996-2000);
  - Mercedes-Benz E250 Turbodiesel W210 (1998-2000), non per il mercato interno.